# Lista över stadsarkitekter i Ludvika
Historik över stadsarkitekter i Ludvika kommun.
| Namn               | Stadsarkitekt |
| ------------------ | ------------- |
| Cyrillus Johansson | 1931-1941     |
| Gösta Sundvall     | 1942-1970     |
| Erik Olof Holmberg | 1971-1977     |
| Per Baastrup       | 1977-1988     |
| Göran Sundell      | 1994-2017     |